# De neven van Eus
De neven van Eus is een documentaireserie voor de Nederlandse televisie over Turkije. Presentatie is handen van Özcan Akyol en de eerste serie van vijf afleveringen werd in 2017 uitgezonden door de NTR op NPO 2 en de VRT op Canvas. In 2022 volgde een tweede serie van zes afleveringen waarin Akyol tot de conclusie komt dat 'Dè Turk' niet bestaat.

## Inhoud
Schrijver en journalist Akyol werd geboren in Deventer in 1984 en groeide op in Nederland. Veel van zijn familieleden wonen echter in Turkije. Akyol zoekt zijn neven, nichten, ooms en tantes op en kijkt naar het snel veranderende Turkije. Hierbij richt hij zich onder meer op de rol van de alevitische minderheid en het Turks referendum over grondwetswijzigingen 2017. 
In het tweede seizoen richt Akyol zich op de diverse aspecten van de Turkse cultuur en bezoekt hij de lokale bevolking van diverse steden om te onderzoeken wat 'de Turk' typeert en Turken onderling verbindt.

## Afleveringen

### Eerste reeks
| Afl. | Vanuit                 | Onderwerp | Uitzenddatum |
| ---- | ---------------------- | --- | ------------ |
| 1.1  | Sivas, Yeşilalan, Ulaş | Özcan Akyol bezoekt de streek waar zijn ouders ooit woonden, bezoekt familieleden die tot de alevitische minderheid behoren, bezoekt Sivas, de stad waar de wortels van de huidige Turkse Republiek liggen en bespreekt het bloedbad van Sivas                                                                                  | 29 mei 2017  |
| 1.2  | Ankara                 | Veel van Akyols familie woont in de hoofdstad Ankara. Hij bezoekt familieleden die schoenmaker, chirurg, schoonheidsspecialiste of chauffeur zijn. De staatsgreep van 2016 heeft flink wat spanningen veroorzaakt | 4 juni 2017  |
| 1.3  | Antalya                | Ook in Antalya, een internationale en liberale stad aan de Turkse Rivièra, wonen familieleden van Akyol. Ooit trokken ze er heen om een baan te vinden in het toerisme. Het toerisme loopt echter terug als gevolg van de politieke situatie in Turkije                                                                         | 11 juni 2017 |
| 1.4  | Kayseri                | Ook in Kayseri wonen familieleden van Akyol. De economie groeit hier hard en de stad wordt aangeduid als een van de "Anatolische Tijgers", hoewel op sociaal gebied de inwoners vrij conservatief zijn gebleven. Op een plein wordt Akyol lastiggevallen door nationalistische Turken die niet van filmende westerlingen houden | 18 juni 2017 |
| 1.5  | Istanboel              | Istanboel is de grootste stad van Turkije, een stad die in verandering is en een plaats waar liberale en conservatieve Turken dwars door elkaar wonen. Akyol vraagt zijn familieleden waar de toekomst van het land ligt | 25 juni 2017 |

### Tweede reeks
| Afl. | Titel                  | Vanuit                     | Onderwerp | Uitzenddatum      |
| ---- | ---------------------- | -------------------------- | --- | ----------------- |
| 2.1  | De veranderende stad   | Mersin                     | Akyol reist naar de havenstad Mersin, waar zijn ouders vroeger een zomerhuis hadden. De gastvrijheid voor de vele Syrische vluchtelingen heeft daar plaatsgemaakt voor achterdocht. | 4 september 2022  |
| 2.2  | Van alle markten thuis | Giresun, Ordu              | Akyols beste vriend Şaban besloot te verhuizen van Deventer naar Giresun, waar zijn ouders oorspronkelijk vandaan komen. Inmiddels is hij daar pizzeriabaas, veehandelaar, hazelnotenboer, projectontwikkelaar en eigenaar van een callcenter. Akyol onderzoekt de lokale ondernemersgeest. | 11 september 2022 |
| 2.3  | Fijnproevers           | Gaziantep                  | Gaziantep, een stad in het zuidoosten van Turkije, is door UNESCO benoemd tot 'capital of taste'. Eten en drinken is hier méér dan alleen lekker. Sommigen kennen voedsel status, medicinale krachten en identiteit toe.                                                                    | 18 september 2022 |
| 2.4  | Smeltkroes of niet?    | Şanlıurfa, Vakıflı, Mardin | Zelf komt Akyol uit een alevitisch gezin, een religieuze minderheid die zich kenmerkt door humanisme en liberalisme. Hij gaat op zoek naar andere etnische groepen om te kijken of zij vrijuit kunnen leven. Ook bekijkt hij hoe intensief op sommige plekken de ramadan wordt beleefd.     | 25 september 2022 |
| 2.5  | U vraagt, wij draaien  | Alanya, Istanboel          | Akyol onderzoekt verschillende toeristische ondernemingen. De all-invakanties naar Turkije zijn populair onder Nederlanders, maar er bestaan ook halalhotels, waar vrouwen en mannen worden gescheiden, en cosmetische klinieken, die buitenlandse bezoekers trekken.                       | 2 oktober 2022    |
| 2.6  | Groeipijn              | Istanboel                  | Er wonen ruim twintig miljoen mensen in Istanboel. Voorheen werd de groei aangewakkerd door binnenlandse migranten, anno 2022 vooral door mensen die van buitenaf komen. Akyol praat met bewoners die hun wijk niet meer herkennen, terwijl de bevolkingsgroei ook kansen biedt.            | 9 oktober 2022    |

## Ontvangst
De serie maakte indruk op recensenten, Trouw omschreef Akyol als "heldere schrijver" en "overtuigende interviewer" echter werden er ook vragen gesteld bij de openheid van de familie van Akyol en de kritische uitspraken tegenover het regime van president Recep Tayyip Erdoğan. Na de derde aflevering werd bekend dat maker Akyol bedreigd werd vanwege kritische uitspraken over Turkije in die aflevering. Hij verklaarde al eerder bedreigd te zijn, "maar nu is een grens bereikt".